# شبدر ترشک زرد
شبدر ترشک زرد (نام علمی: Oxalis grandis) نام یک گونه از سرده شبدر ترشک است.